# پریش آبردین، نیوبرانزویک
پریش آبردین، نیوبرانزویک (به انگلیسی: Aberdeen Parish, New Brunswick) یک سکونتگاه مسکونی در کانادا با جمعیت ۹۸۱ نفر است که در نیوبرانزویک واقع شده‌است.